# Oniticellus gayeni
Oniticellus gayeni là một loài bọ cánh cứng trong họ Bọ hung (Scarabaeidae).